# Eupithecia hilacha
Eupithecia hilacha là một loài bướm đêm trong họ Geometridae.